# Ramb II
La Ramb II (poi Calitea II, poi Ikutagawa Maru) è stata una bananiera veloce italiana, utilizzata durante la seconda guerra mondiale come incrociatore ausiliario dalla Regia Marina e in seguito come trasporto dalla Marina imperiale giapponese.

## Premesse e costruzione

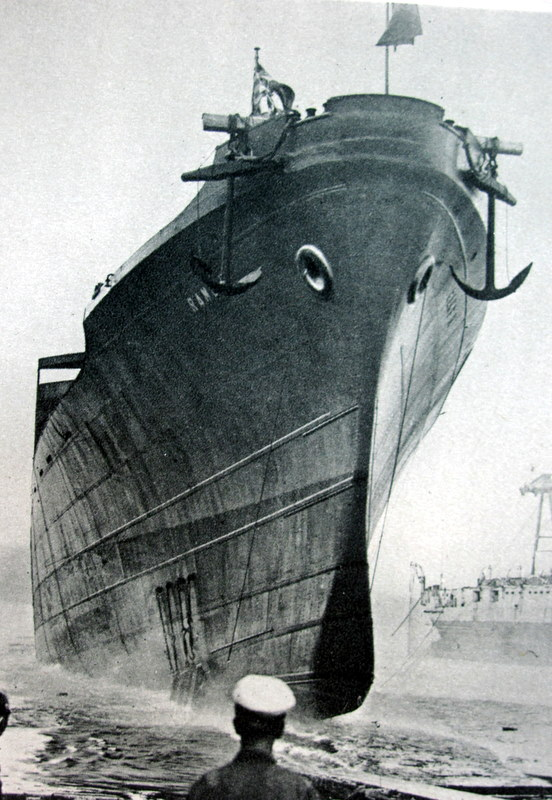
7 giugno 1937: il varo della Ramb II nei cantieri di Monfalcone

Nella seconda metà degli anni trenta il Ministero delle colonie del Regno d'Italia, avendo la necessità di trasportare nel territorio metropolitano le banane prodotte in Somalia, all'epoca colonia italiana, ordinò quattro unità dotate di un'autonomia sufficiente per effettuare il percorso da Mogadiscio a Napoli senza soste intermedie ed a pieno carico. In base a queste necessità furono costruite 4 navi frigorifere che dovevano essere gestite dalla Regia Azienda Monopolio Banane (RAMB, con sede a Roma), due nei cantieri Ansaldo di Genova-Sestri Ponente e due, tra cui la Ramb II, nei CRDA di Monfalcone. Costruita tra il dicembre 1936 ed il settembre 1937 (numero di costruzione 1181, di assemblaggio 317, di completamento 277), la Ramb II venne iscritta con matricola 2169 al Compartimento marittimo di Genova. La motonave fu sottoposta alla visita di prima classe nel settembre 1937, a Genova.
Navi medio-piccole ma molto moderne per l'epoca, le quattro Ramb, munite di quattro stive e di quindici picchi di carico (dodici da cinque tonnellate, uno da 30 a prua, uno da 15 a poppa ed uno da 1500 kg per l'apparato motore), potevano imbarcare 2418 tonnellate di carico, nonché dodici passeggeri, due dei quali in appartamenti di lusso con camera da letto, salotto e servizi e dieci in camerini a due letti, uno dei quali provvisto di bagno, mentre per gli altri vi era un bagno ogni due camerini. La nave era anche dotata di un ponte riservato esclusivamente ai passeggeri (separato da quelli per l'equipaggio), di una sala da pranzo con vista su tutti i lati tranne che a poppa e di due verande-fumatoi vetrate. Le sistemazioni dei passeggeri erano anche provviste di aria condizionata. Per passeggeri di equipaggio vi erano due imbarcazioni di salvataggio, con una capienza di cento posti.
Progettata, come le altre Ramb, dall'ing. Luigi Barberis, Maggiore Generale del Genio Navale, la Ramb II, che stazzava 3685,32 (o 3676) tonnellate di stazza lorda e 2190,08 tonnellate di stazza netta, con una portata lorda di 5348 tpl (o 2424 tpl), raggiunse alle prove la velocità di 18,76 nodi (quella di crociera era invece di 17 nodi). Lo scafo, in acciaio, con prua arrotondata e poppa ad incrociatore, era diviso in sette compartimenti da sei paratie stagne trasversali, con un ponte e 635 metri cubi di doppi fondi continui. Vi erano tre cisterne (anteriore, centrale per nafta e posteriore) con capacità rispettiva di 37, 212 e 71 metri cubi. La nave aveva un ponte principale, un ponte di sovrastruttura completa con castello e tughe a centro nave, un cassero di 16,33 metri a prua ed una tughetta a poppa. Il profilo dell'unità era caratterizzato da due alberi da carico (uno a prua ed uno a poppa) e da un fumaiolo a centro nave. Le catene delle ancore avevano un diametro di 52 mm.

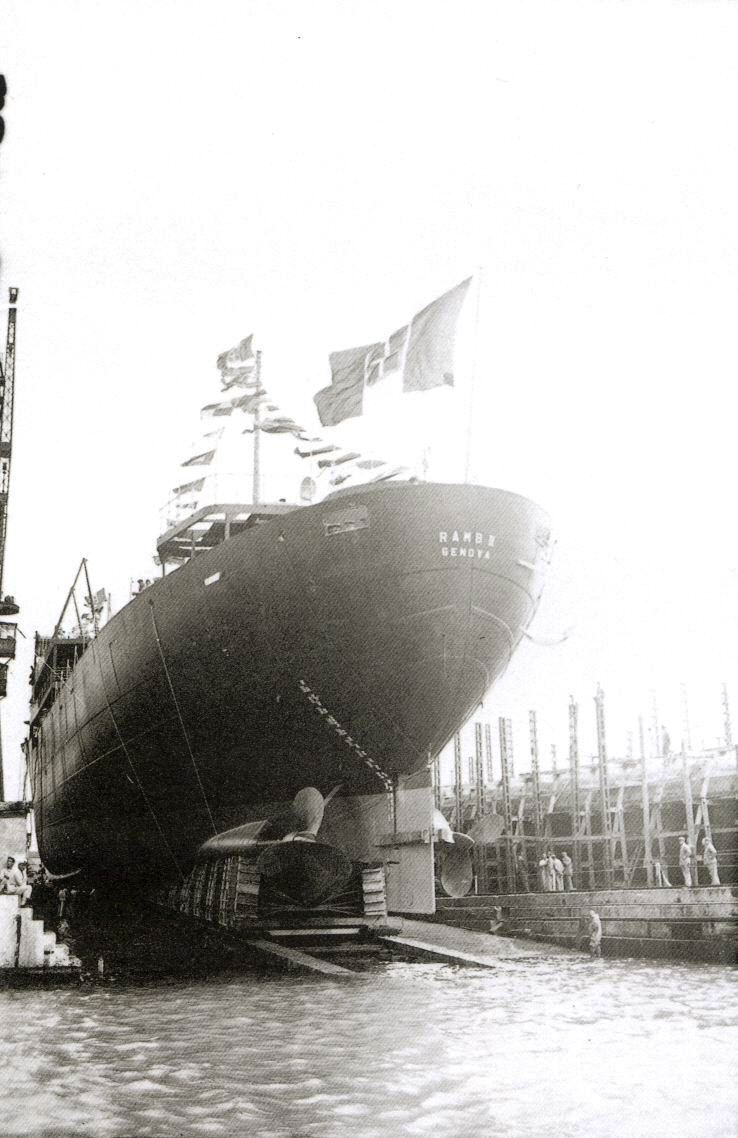
Il varo della RAMB II visto da poppa.

 L'apparato propulsivo era costituito da due motori diesel Sulzer a due tempi e sette cilindri del diametro di 560 mm e corsa di 840 mm, che consumavano 40,9 kg di nafta per miglio alla velocità di 17 miglia orarie (inclusa la nafta consumata dai gruppi elettrogeni), ovvero 165 grammi di nafta per cavallo all'ora (inclusi i motori ausiliari): tale consumo era estremamente ridotto. La Ramb II, in particolare, dimostrò consumi particolarmente ridotti, inferiori ai 37,8 kg per miglio. Nelle prove contrattuali la nave dovesse viaggiò a 18,5 nodi per sei ore; nelle prove progressive con mille tonnellate di carico vennero raggiunti anche i 21 nodi.
In base a disposizioni legislative precedenti, fin dalla costruzione delle unità era prevista la possibilità di trasformarle in incrociatori ausiliari, con 4 pezzi da 120/40 mm in coperta. I materiali per la militarizzazione delle navi furono posti in deposito a Massaua per due unità ed a Napoli per le altre due.
Nei due anni di pace in cui si trovò ad operare, la Ramb II venne impiegata per il trasporto delle banane dalla Somalia a Venezia, Napoli e Genova, trasportando merci di vario genere in Somalia nei viaggi di andata, e toccando anche porti dell'Eritrea e dell'Europa sudoccidentale Nella serata del 7 agosto 1938, di domenica, la motonave, mentre era ormeggiata nel porto di Trieste, fu protagonista di un grave incidente: lo scoppio, a bordo, di una miscela di gas provocò la morte di otto operai. In memoria delle vittime di tale incidente una via di Trieste venne dedicata agli otto morti (via Caduti della Ramb).

## La seconda guerra mondiale

### Il servizio per la Regia Marina fino all'armistizio
Il 10 giugno 1940, alla data dell'entrata dell'Italia nella seconda guerra mondiale, l'unica della quattro navi a trovarsi nel Mediterraneo era la Ramb III, mentre le altre tre si trovavano nel Mar Rosso, quindi senza alcuna possibilità di collegarsi con il territorio metropolitano. La Ramb II, così come le Ramb I e IV, era a Massaua, in Eritrea, dove venne messa a disposizione del Comando Navale Africa Orientale Italiana. 

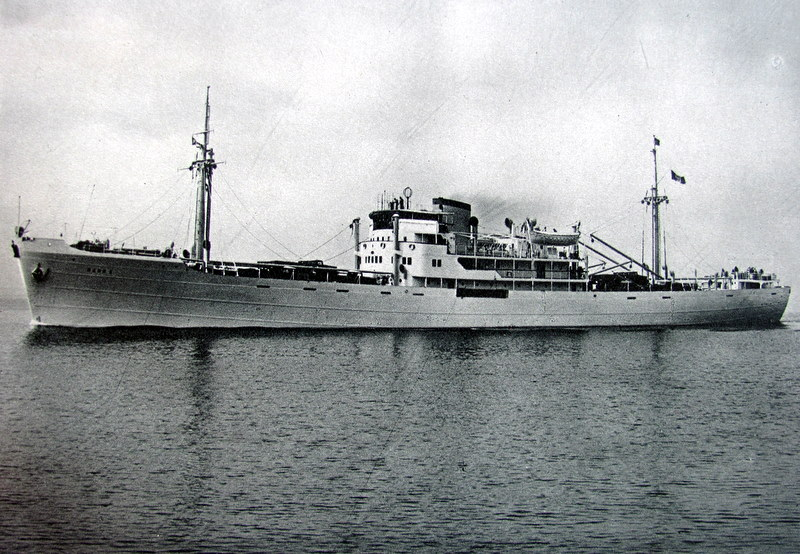
La RAMB II in navigazione.

Già un mese prima della dichiarazione di guerra, il 9 aprile 1940, la Ramb II era stata requisita, a Massaua, dalla Regia Marina e successivamente iscritta nel ruolo del naviglio ausiliario dello Stato (probabilmente nel giugno 1940) quale incrociatore ausiliario (così come la Ramb I, mentre la IV, inizialmente inutilizzata – probabilmente per il fatto che le dotazioni inviate a Massaua, come sopra detto, erano per due sole navi, mentre quelle per le altre due si trovavano a Napoli –, venne poi convertita in nave ospedale), venendo armata con quattro cannoni da 120/45 mm e due (o sei) mitragliere da 13,2 mm (la trasformazione venne compiuta a Massaua).
Nel corso delle operazioni militari in Africa Orientale Italiana la Ramb II stazionò inattiva a Massaua, inserita nella flotta del Mar Rosso.

L'inizio dell'Operazione Compass in Africa settentrionale e la sconfitta delle truppe italiane a Sidi el Barrani, tra il 9 ed il 12 dicembre 1940, segnò definitivamente l'impossibilità per le truppe italiane della Libia di raggiungere l'Africa Orientale Italiana in tempo per spezzarne l'accerchiamento, essendo previsto che le scorte di carburante di tale possedimento si sarebbero esaurite entro il giugno 1941. In previsione della futura ed inevitabile caduta di tale colonia, venne pianificata la partenza dall'Eritrea delle poche navi dotate di autonomia sufficiente ad affrontare lunghe traversate verso l'Estremo Oriente o verso la Francia occupata, e la distruzione di tutte le altre navi per evitarne la cattura. 

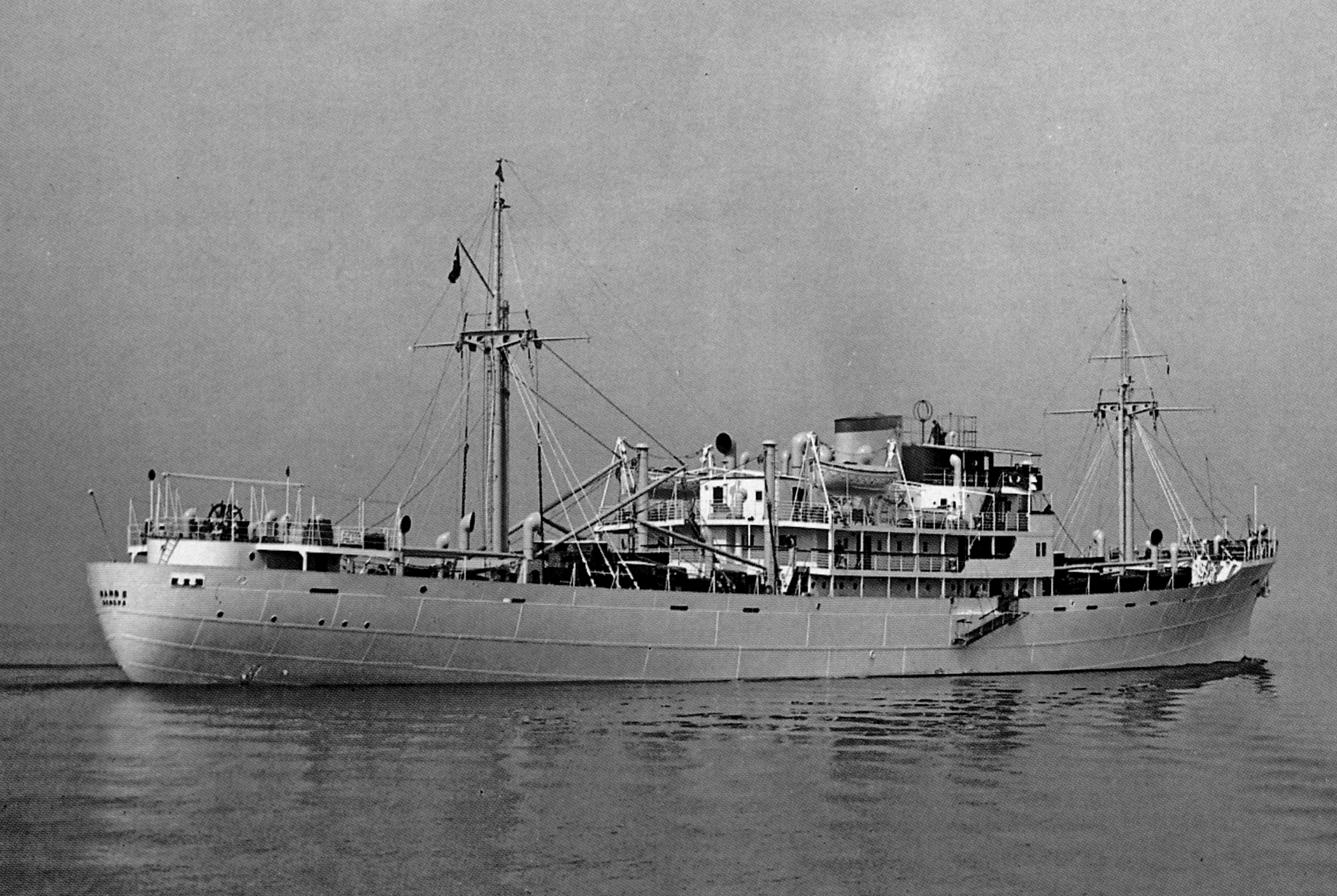
La RAMB II poco prima della consegna.

 Le unità in grado di affrontare una traversata oceanica violando il blocco nemico furono individuate nelle motonavi mercantili India ed Himalaya, nel piroscafo Piave, nella nave coloniale Eritrea e nelle gemelle Ramb I e Ramb II, oltre che nei sommergibili Perla, Guglielmotti, Archimede e Galileo Ferraris: tutte tali unità partirono tra febbraio e marzo 1941, con diverse destinazioni e differenti sorti (i sommergibili raggiunsero Bordeaux in Francia, l'India ed il Piave furono costretti a rinunciare al viaggio ed a rientrare ad Assab, mentre l'Himalaya raggiunse il Sud America, da dove poi si trasferì a Bordeaux).
In particolare, Ramb I, Ramb II ed Eritrea lasciarono Massaua intorno al 20 febbraio 1941, a breve intervallo di tempo l'una dall'altra, con destinazione rispettivamente Nagasaki (i due incrociatori ausiliari) e Kōbe (l'Eritrea), nel neutrale ed amico Giappone (da dove si pensava poi di utilizzare tali navi come navi corsare, impiego al quale la Kriegsmarine aveva destinate con successo diversi incrociatori ausiliari). Il Ramb II salpò da Massaua il 22 febbraio, al comando del capitano di corvetta di complemento Pasquale Mazzella. Dopo la partenza da Massaua le tre unità superarono dapprima lo stretto di Perim (eludendo la sorveglianza operata da unità della Royal Navy ed aerei della Royal Air Force con base ad Aden ed a Socotra), quindi lo stretto di Bab el-Mandeb e il golfo di Aden, per poi passare tra Capo Guardafui e Ras Hafun ed entrare così nell'Oceano Indiano. Opportunamente camuffate, le tre navi italiane non ebbero particolari problemi, al di là di alcuni sporadici avvistamenti, rapidamente elusi. Nei primi giorni di marzo la RAMB II transitò a sud delle Maldive, continuando a procedere verso sudest, mentre tra il 10 ed il 15 del mese transitò nelle acque dell'Indonesia, dapprima passando a nordovest di Timor, quindi puntando verso nord e passando nello stretto delle Molucche, per poi fare rotta verso nordest, in direzione del Giappone.
Il 18 marzo, tuttavia, la Ramb II e l'Eritrea (la Ramb I era affondata al largo delle Maldive il 27 febbraio, dopo un impari combattimento contro l'incrociatore HMNZS Leander), in navigazione nei mari estremo orientali, ricevettero un dispaccio radio inviato dall'ambasciata italiana a Tokyo: la comunicazione spiegava che il Giappone, essendo ancora una nazione neutrale, non poteva consentire l'ingresso nei propri porti di navi da guerra appartenenti a Stati belligeranti: occorreva pertanto un pretesto. L'Eritrea poté ottenere il temporaneo permesso di raggiungere Kōbe necessitando di alcuni lavori al basamento dell'apparato motore. Per la Ramb II, ex nave mercantile, l'operazione fu più semplice: sotto la direzione del comandante Mazzella e del primo ufficiale Scotto di Perta, cannoni e mitragliere vennero rimossi e nascosti nelle stive, mentre le loro piazzole vennero occultate rivestendole di legno compensato. La nave venne ribattezzata Calitea II e cambiò anche il Compartimento marittimo di iscrizione, che da Genova divenne Trieste. Il 21 marzo, mentre la navigazione volgeva al termine, e la nave faceva rotta per Nagasaki, venne ricevuto un nuovo ordine, che cambiava la destinazione, da Nagasaki a Kobe: il 23 marzo 1941 la Calitea II giunse a Kobe, ormeggiandosi accanto all'Eritrea, precedentemente arrivata. Secondo altre fonti la nave giunse a Kobe ancora con l'armamento in postazione, pertanto il giorno seguente, il 24 marzo, lasciò il porto giapponese diretta in acque internazionali, smontò l'armamento e quindi, nel giro di ventiquattr'ore, rientrò a Kobe.
Le autorità britanniche, che, causa il camuffamento ed il cambio di nome, non erano riuscite ad identificare la nave, fecero pressione perché essa fosse obbligata a partire pena l'internamento, ma tale richiesta rimase inascoltata, risultando la Calitea II una nave mercantile. Diplomatici e militari italiani discussero con le autorità nipponiche la possibilità di un impiego della Calitea II come nave corsara per attacchi contro il traffico britannico nell'Oceano Indiano, ma tale proposta venne respinta con decisione dalla Marina imperiale giapponese, pertanto la nave rimase ormeggiata a Kobe. Il proposito di attaccare il traffico nemico dopo essersi riforniti in Giappone risultò inattuabile a causa dello stato di neutralità in cui il Giappone ancora si trovava. Già al momento della partenza da Massaua erano stati previsti dei lavori di potenziamento dell'armamento, con l'incremento delle mitragliere contraeree (da 13,2 e 20 mm) e con l'imbarco di un ulteriore cannone (o due) da 120 mm (o 152 mm): tali lavori, da effettuarsi a Kobe, non ebbero mai luogo, e la Calitea II rimase inattiva al suo ormeggio.
Nel maggio 1941 la nave venne data in gestione alle Linee Triestine per l'Oriente, con sede a Trieste (alcune fonti riportano anche il cambio di nome, da RAMB II a Calitea II, come avvenuto nel maggio 1941; altre fonti danno tale mutamento di nome come verificatosi nel settembre 1942).
Successivamente la motonave si trasferì a Tientsin, dove si trovava nel settembre 1941. Al pari delle altre navi mercantili italiane che si trovavano nei porti della Cina e del Giappone (motonavi Cortellazzo, Fusijama e Pietro Orseolo, piroscafi Carignano, Venezia Giulia ed Ada Treves, transatlantico Conte Verde), l'unità venne visitata, in quel periodo, dall'ammiraglio Carlo Balsamo, addetto navale a Tokyo, che doveva individuare le navi adatte al trasporto della gomma naturale (nonché altri materiali utili allo sforzo bellico) dall'Estremo Oriente alla Francia occupata, violando il blocco alleato ed attraversando due oceani. Solo tre unità vennero giudicate adatte (Cortellazzo, Pietro Orseolo e Fusijama), mentre la Calitea II, pur essendo una nave moderna e veloce, venne scartata perché le sue ridotte dimensioni, considerando la notevole quantità di acqua e carburante da imbarcare per la lunga traversata, avrebbero consentito solo l'imbarco di un ridottissimo carico.
A partire dal dicembre 1941 la Calitea II, mantenendo equipaggio italiano, riprese il mare noleggiata dal Governo giapponese, trasportando munizioni ed altri carichi d'interesse bellico a Bali, Giava e Sumatra. Secondo altre fonti, dal settembre 1942 la motonave venne noleggiata dalla Marina imperiale giapponese, venendo sottoposta, nei cantieri Kawasaki Heavy Industries, Ltd., a lavori in seguito ai quali vennero ampliate le sistemazioni frigorifere.
Dal 2 novembre 1942 la Calitea II venne temporaneamente utilizzata dalla Marina nipponica come nave deposito per il Distretto Navale di Sasebo. A mezzogiorno del 30 novembre l'unità partì alla volta di Kobe: alle nove del mattino giunse a Shanghai, dove imbarcò ulteriore personale per completare l'equipaggio, ripartendo dal porto cinese all'una del pomeriggio del 10 dicembre. Alla stessa ora del 18 dicembre la nave arrivò a Singapore, da dove salpò, alle due del pomeriggio del 20 dicembre, diretta a Surabaya, ove si ormeggiò alle quattro pomeridiane del 23. Cinque giorni più tardi, alle tre del pomeriggio del 28 dicembre, la nave lasciò Surabaya alla volta di Makassar, ove giunse alle 19.43 del 30 dicembre. Alle 16 del 6 gennaio 1943 la Calitea II partì da Makassar per Surabaya, dove arrivò alle 13 dell'8 gennaio, per poi ripartire alle dieci di mattina del 17 gennaio e tornare a Makassar, ove giunse alle 13.30 del 19; alle 15 del 21 gennaio la motonave lasciò Makassar e diresse per Kendari, arrivandovi alle 18 del giorno seguente e ripartendo alle nove di mattina del 25 gennaio. Alle 10.30 del 26 gennaio la nave arrivò ad Ambon, che lasciò alle otto del 28 gennaio per proseguire verso Ampenam (Indonesia), arrivandovi alle 10.15 del 31 gennaio e ripartendo alle 13 del 12 febbraio. L'indomani, alle 15, l'unità attraccò a Malassar, da dove ripartì alle 12.30 del 17 febbraio, diretta a Balikpapan, ove giunse alle 17 del giorno successivo. Alle sette del mattino del 21 febbraio la Calitea II lasciò Balikpapa per l'isola indonesiana di Tarakan, ove arrivò alle 18 dell'indomani, ripartendo alle 17.30 del 24 febbraio e tornando a Makassar, ove arrivò alle undici mattutine del 27. Alle 16 del 4 marzo la nave ripartì da Makassar ed alle 17 del 6 marzo arrivò a Surabaya, dove il 15 marzo imbarcò un carico di carne cruda e salata dal trasporto ausiliario giapponese Shira Maru. L'indomani mattina, alle nove, l'unità lasciò Surabaya per Makassar, ove arrivò due giorni più tardi, alle 13.30. Alle 10.30 del 21 marzo la Calitea II ripartì da Makassar per Kendari, ove arrivò alle 18.30 del giorno seguente, per poi riprendere il mare alle 14.30 del 23 marzo. Alle cinque pomeridiane del 24 marzo l'unità attraccò ad Ambon, ripartendo l'indomani mattina alle sette, e giungendo a Babo alle 17.30 del 26; il 30 marzo la nave lasciò Babo alle 6.30 del mattino giungendo a Manokwari alle 9.30 del 1º aprile, per poi salpare alle 6.30 del giorno 7. Alle 14.30 dell'8 aprile la nave arrivò ad Hollandia, ove imbarcò 346 passeggeri per poi ripartire alle nove di sera dell'11, diretta a Manokwari, ove giunse alle 11.30 del 13 aprile. Ripartita, la motonave arrivò a Matua alle 15.04 del 15 aprile, sbarcando i 346 passeggeri e ripartendo alle otto di sera. Il 17 aprile la Calitea II approdò ad Ambon, e tre giorni dopo, alle 16.30, giunse a Surabaya, da dove partì alle nove di mattina del 29 aprile. Alle 17.30 del 1º maggio la nave giunse a Balikpapan, che lasciò alle sette del 9 maggio, alla volta di Makassar, giungendovi alle 15.30 del giorno seguente. Tre giorni più tardi, alle 13.30, la nave partì da Makassar e fece ritorno a Surabaya, dove giunse alle 16.15 del 15 maggio. Alle nove del 21 maggio l'unità ripartì da Surabaya per Ampenan, dove giunse alle 15 del 22 maggio e da dove ripartì alle nove del 27, per poi rientrare a Surabaya alle 15.30 dell'indomani. A mezzogiorno del 3 giugno la motonave ripartì da Surabaya per Ambon, dove giunse alle tredici del 7 giugno, ripartendo alle sette dell'8 giugno. Il 10 giugno, all'una del pomeriggio, la nave arrivò a Kokas, ripartendo alle undici di sera, per poi giungere a Sorong (Papua) alle 14 del giorno successivo; alle 18 del 12 giugno l'unità riprese il mare ed alle 14.30 del 17 arrivò a Balikpapan, da dove, ripartita alle otto del 24 giugno, fece rotta per Surabaya, arrivandovi alle 16 del 26 giugno. Il 2 luglio, alle undici, l'unità lasciò di nuovo Surabaya e diresse ad Ampenan, dove arrivò l'indomani alle 18, e da dove ripartì l'8 luglio alle 7.50; arrivata a Surabaya alle 14 del 9 luglio, ne ripartì alle quattro del pomeriggio del 3 agosto. Il 6 agosto, alle 18, la nave si ormeggiò a Singapore, per poi ripartire alle nove di mattina dell'11 agosto: due giorni, alle 14.30, dopo la Calitea II arrivò a Saigon, da dove ripartì alle 17.40. Arrivata a Keelung (Kirun) alle 7.30 del 18 agosto, la nave ne ripartì alle sei di sera dello stesso giorno, giungendo infine a Kobe il 24 agosto, per essere sottoposta a lavori di riparazione.
Alla proclamazione dell'armistizio, l'8 settembre 1943, la Calitea II si trovava ancora ai lavori a Kobe, dove avrebbe dovuto ricevere un'ispezione amministrativa da parte del capitano di vascello Giuseppe Prelli, comandante del Comando Superiore Navale in Estremo Oriente, CSNEO (Prelli aveva lasciato Shanghai in aereo il 7 settembre, diretto a Tokyo insieme al maggiore commissario Benenti, capo servizio amministrativo del CSNEO). Il 9 settembre il comandante della cannoniera Ermanno Carlotto (dislocata a Shanghai) e segretario del CSNEO, tenente di vascello Roberto De Leonardis, inviò alla Calitea II ed all'Eritrea, dietro ordine superiore, l'ordine di consegnarsi agli Alleati od autoaffondarsi: «D'ordine di Supermarina le navi italiane che non possono raggiungere porti inglesi od americani vengano immediatamente autoaffondate alt Pertitas Galletti». Appena ricevuto il telegramma cifrato, dato che sia il comandante in seconda che il direttore di macchina si trovavano in cantiere per parlare dei lavori in corso (un altro ufficiale, il tenente del Genio Navale Lise, distaccato dall'Eritrea, era su una nave giapponese in viaggio verso Shanghai, ove giunse il 10 settembre e venne subito arrestato), il comandante Mazzella affidò al tenente del Genio Navale di complemento Giordano di calare le scialuppe ed aprire le valvole Kingston per autoaffondare la nave: l'operazione, diretta da Giordano coadiuvato dal tenente del Genio Navale Ernesto Saxida, venne effettuata con grande rapidità per impedire la reazione del personale nipponico (dieci soldati e circa cento operai) che si trovava a bordo della nave. A causa dell'elevata inclinazione il comandante Mazzella, mentre si apprestava ad imbarcarsi sull'ultima imbarcazione, vi precipitò a bordo dal ponte lance, riportando ferite anche piuttosto gravi. La Calitea II si autoaffondò intorno alle undici del mattino del 9 settembre 1943.
Lo stato maggiore della nave, imprigionato assieme al resto dell'equipaggio, subì una dura rappresaglia: sia il comandante Mazzella che il tenente del Genio Navale Saxida, a causa delle loro precarie condizioni di salute, provocate dalla denutrizione e dai maltrattamenti, fecero richiesta, il 9 febbraio 1944, di aderire alla Repubblica Sociale Italiana, per migliorare la loro situazione; le autorità nipponiche, tuttavia, rifiutarono. Il tenente Saxida, ammalatosi di beri-beri a causa della denutrizione nell'agosto 1944, morì il 1º luglio 1945 nell'ospedale P.O.W. Shinagawa di Tokyo, dov'era stato trasferito insieme al comandante Mazzella, agli altri ufficiali della Calitea II, al capitano di vascello Prelli ed al maggiore Benenti. Il resto dell'equipaggio della Calitea II (al pari del restante personale militare italiano in Estremo Oriente), dopo la fine della guerra e la liberazione, venne rimpatriato a bordo dei mercantili Marine Falcon (statunitense) e Sestriere (italiano) nel gennaio-febbraio 1947.

### Il servizio sotto bandiera giapponese
Poche settimane dopo l'autoaffondamento la Calitea II venne riportata a galla dai giapponesi come preda bellica, ed il 3 ottobre 1943 venne ribattezzata Ikutagawa Maru, ricevendo il nominativo di chiamata JXBY. Il 30 novembre 1943 l'unità venne registrata presso il Distretto Navale di Sasebo come trasporto ausiliario, ed in dicembre i lavori di riparazione vennero ultimati.
Il 24 dicembre 1943, alle dieci del mattino, l'Ikutagawa Maru lasciò Kobe alla volta di Sasebo, ed il 1º gennaio 1944 venne assegnata alla Flotta Combinata ed aggregata come trasporto ausiliario (specialmente per viveri) alla Flotta dell'area sudoccidentale (Nansei Hōmen Kantai). Alle 17 del 3 gennaio la motonave lasciò Sasebo, ed il 7 gennaio, alle tre del pomeriggio, lasciò Moji in convoglio con i trasporti giapponesi Asuka Maru, Getsuyo Maru, Yahiko Maru, Nikki Maru, Hokoku Maru, Kinrei Maru e Rokko Maru (che formavano il convoglio numero 127) e sotto la scorta del cacciatorpediniere Karukaya e del dragamine W 27. Il 10 gennaio il convoglio venne ripetutamente attaccato, in posizione 27°32' N e 127°25' E, dal sommergibile statunitense Seawolf, che affondò l'Asuka Maru, il Getsuyo Maru ed il Yahiko Maru; due giorni dopo le unità superstiti arrivarono a Naha (Okinawa), ove il cacciatorpediniere Kuri ed un altro dragamine rinforzarono la scorta. Il 15 gennaio 1944 l'Ikutagawa Maru lasciò Naha alla volta di Takao, che poi lasciò alle cinque del pomeriggio del 26 gennaio, come parte del convoglio numero 788, formato in tutto da nove mercantili (uno dei quali era l'Hokuan Maru) scortati dalla cannoniera ausiliaria Peking Maru. Il 30 gennaio la motonave giunse a Manila, da dove si trasferì a Balikpapan; il 18 febbraio, alle 14.55, giunse a Takao, mentre il 23 marzo arrivò a Surabaya. Alle 15 dello stesso 23 marzo l'unità lasciò Surabaya in convoglio con un altro mercantile, il Senko Maru, e con la protezione della nave scorta PB 104. Il 24 marzo, alle sette di sera, le navi arrivarono nell'isola Laut. Il 17 maggio l'Ikutagawa Maru giunse ad Ambon, mentre l'indomani arrivò a Saloe. Il 19 maggio la motonave lasciò Little Saloe ed arrivò a Kendari (Celebes), mentre il 22 maggio, lasciata Kendari, arrivò all'imboccatura orientale del canale di Tioro. Il 23 maggio la nave ripartì e l'indomani arrivò all'isola di Pulao, poi si trasferì a Makassar, che lasciò il 29 maggio per Surabaya, ove arrivò il 31 maggio.
Alle dieci di mattina del 10 giugno la nave lasciò Surabaya in convoglio con il mercantile Seia Maru e la scorta del dragamine W 12, giungendo all'isola Laut alle 20.30 del giorno seguente; ripartita dall'isola a mezzanotte del 12 giugno, la nave alle 19.20 arrivò all'isola Doangdoangan, dove si aggregò al convoglio, alle nove di sera, il cacciasommergibili ausiliario Shonan Maru n. 1. A mezzanotte del 13 giugno il convoglio lasciò l'isola Doangdoangan ed alle 18.45 arrivò nel canale di Tioro, che lasciò alle 9.10 del giorno successivo senza la Shonan Maru N. 1; alle sei di sera le navi arrivarono al canale di Wowoni, ripartando alle cinque del mattino del 15 giugno per giungere, alle 17.30, a Little Saloe. Alle nove del mattino del 16 giugno l'Ikutagawa Maru ripartì e giunse sulla sponda settentrionale dell'isola Sanana, ripartendo alle 2.30 del 17 giugno ed arrivando a Namrole, sull'isola Buru, alle 16.30. Il 18 giugno, alle sei del mattino, la nave lasciò Namrole ed arrivò ad Ambon. Alle undici di mattina del 30 giugno la motonave ripartì da Ambon in convoglio con il mercantile Seai Maru e con i trasporti veloci T 101 e T 102, fruendo della scorta della torpediniera Kari, del dragamine W 12 e del dragamine ausiliario Shonan Maru N. 2; alle 18.50 le navi arrivarono a Namrole. Alle cinque di mattina del 1º luglio la nave lasciò Namrole ed alle 19 arrivò a Besbias, ripartendo alle sette del mattino seguente per Gule Tosru, ove giunse alle sei di sera; alle 3.20 del 3 luglio l'unità lasciò Gule Tosru ed arrivò nella baia di Laea dopo le undici, riprendendo il mare alle sei del mattino, transitando nel canale di Salajar e giungendo a Tandjung Patjiub alle dieci del mattino. Alle 19 del 5 luglio il convoglio lasciò Tandjung Patjiub, arrivando due ore più tardi a Daziandazian, ove la Shonan Maru N. 2 si separò dal convoglio. Alle 6.50 del 7 luglio l'Ikutagawa Maru lasciò Daziandazian ed alle 11.30 del 9 luglio giunse al faro di Surabaya Griesse, che lasciò il 13 luglio, giungendo a Surabaya.
Il 14 agosto, alle dieci del mattino, l'Ikutagawa Maru lasciò Surabaya alla volta di Makassar insieme all'unità tedesca Bogota ed al trasporto giapponese Kimikawa Maru, scortate dal dragamine W 11; alle 20.30 il Bogota e la Kimikawa Maru si separarono dal convoglio, che alle 12.20 del giorno seguente arrivò al faro di Tanjung Petang, da dove ripartì alle 21.10, arrivando a Makassar alle 18 del 16 agosto. Alle 15 del 17 agosto la nave lasciò Makassar, arrivando all'isola Pulau Kapapasang sei giorni dopo, e giungendo nei pressi di Batanga (Isola Buton) il 25 agosto, ripartendo il giorno stesso. Alle sei di sera del 26 agosto l'unità arrivò a Surabaya, che lasciò alle 8.33 del 17 settembre. Giunta a Makassar alle 16 del 18 settembre, la motonave ripartì in giornata; tornata nuovamente nella città indonesiana, la lasciò di nuovo il 20 settembre, giungendo, il 27 settembre, nell'isola Great Deia. L'indomani l'unità lasciò l'isola, arrivando a Surabaya il 30 settembre e ripartendone il 2 ottobre; arrivata a Makassar due giorni più tardi, l'Ikutagawa Maru riprese il mare il 6 ottobre, giungendo a Parepare l'8 ottobre. L'11 ottobre la nave lasciò Parepare ed arrivò nell'isola di Pulau Sagaru, da dove ripartì il 12 ottobre, portandosi a Makassar. Il 14 ottobre l'unità ripartì da Makassar, tre giorni dopo arrivò a Balikpapan, da dove ripartì il 21, ed il 22 ottobre giunse a Telok Bakong. L'indomani l'unità salpò da Telok Bakong e raggiunse Tandjung Bohe, il giorno seguente si portò a Tarakan, il 25 arrivò all'isola Langas ed il giorno successivo si trasferì a Sandakan (Borneo nordorientale); la nave fu poi a Balewibangan (27 ottobre), Kudat (28 ottobre), Gaya Bay (non lontano da Api, Malaysia; 30 ottobre), nell'isola Labuan (31 ottobre) e ad Api (1º novembre). Alle 11.55 del 4 novembre l'Ikutagawa Maru s'incagliò al largo di Capo Agal, a 900 metri dallo scoglio Batumandi, non lontano dal banco Bonanza: alle 15.30 la motonave poté disincagliarsi con i propri mezzi e quindi raggiungere l'isola Banggi. Il 5 novembre l'unità ripartì dall'isola Banggi e giunse all'isola di Tanjong Siasib (odierna Tanjong Sesip), da dove ripartì il 6 novembre alla volta dell'isola Langas (Borneo settentrionale), ove arrivò l'indomani.
Il 12 gennaio 1945 la Task Force 38 della US Navy lanciò l'operazione Gratitude: velivoli statunitensi attaccarono naviglio (vennero affondate una quarantina di unità), aeroporti ed installazioni terrestri giapponesi nell'Indocina sudorientale. Nell'ambito di tale operazione l'Ikutagawa Maru, ormeggiata alla boa n. 19 a Saigon, venne colpita durante una delle incursioni aeree statunitensi ed affondata in posizione 10°46' N e 106°42' E (o 10°20' N e 107°50' E). L'unità venne radiata dai quadri del naviglio della Marina imperiale in data 5 febbraio 1945.